# Laval-sur-Tourbe
Laval-sur-Tourbe è un comune francese di 59 abitanti situato nel dipartimento della Marna nella regione del Grand Est.

## Società

### Evoluzione demografica
Abitanti censiti